# Jonathan Sternberg
Jonathan Sternberg (* 27. Juli 1919 in New York City; † 8. Mai 2018 in Philadelphia) war ein US-amerikanischer Dirigent und Musikpädagoge.
Der Sohn österreichisch-russischer Eltern hatte von 1929 bis 1931 Violinunterricht am Institute of Musical Art (später Juilliard School). Er setzte seine Ausbildung an der Manhattan School of Music, der New York University und der Harvard University (1939–40) fort. Als Dirigent war er Schüler von Leon Barzin und Pierre Monteux. 1941 debütierte er mit dem National Youth Administration Orchestra of New York in einer Aufführung von Aaron Coplands An Outdoor Ouverture, danach trat er seinen Militärdienst an.
Nach Kriegsende leitete er für eine Saison das Shanghai Symphony Orchestra, danach ging er nach einem kurzen Aufenthalt in den USA nach Wien, wo er 1947 die Wiener Symphoniker dirigierte. Er trat dann als Gastdirigent in Europa, Amerika und Fernost auf. Eine enge Zusammenarbeit verband ihn mit dem Haydn-Forscher H. C. Robbins Landon. Für dessen Haydn Society nahm er neben Werken Joseph Haydns (Nelsonmesse) auch Kompositionen Mozarts (Posthorn-Serenade), Schuberts Zweite Sinfonie, Gioachino Rossinis Stabat mater, Sergei Prokofjews Fünftes Klavierkonzert, Darius Milhauds Fantaisie Pastorale und Charles Ives’ Set of Pieces auf.
Daneben widmete er sich in besonderem Maße der Vorstellung von Werken zeitgenössischer amerikanischer Komponisten in Europa. So leitete er als Dirigent des RIAS-Sinfonie-Orchesters die europäischen Erstaufführungen von Leonard Bernsteins Serenade, Gian Carlo Menottis Violinkonzert und Charles Ives’ Zweiter Sinfonie und dirigierte mit anderen Orchestern Erstaufführungen von Werken Samuel Barbers, Aaron Coplands, David Diamonds und Benjamin Lees’ sowie die Welturaufführung von Ned Rorems Erster Sinfonie (1951) und László Lajthas Sixth (1961).
1957–58 leitete Sternberg das Halifax Symphony Orchestra, von 1961 bis 1966 war er musikalischer Direktor und Chefdirigent der Koninklijke Vlaamse Opera Antwerpen, danach wirkte er bis 1968 in den USA für das Ballettprogramm der Rebekah Harkness Foundation und 1968–69 für das Atlanta Municipal Theatre in gleicher Funktion. Als Gastdirigent tourte er mit dem Mozarteumorchester Salzburg durch Europa, führte mit dem London Philharmonic Orchestra Beethoven-Programme in der Royal Albert Hall auf und leitete das Orchestre de la Suisse Romande in Genf sowie Sinfonieorchester in Warschau, Prag, Berlin, München, Stuttgart, Basel, Brüssel und Monte Carlo.
Von 1969 bis 1971 unterrichtete Sternberg als Gastprofessor Dirigieren an der Eastman School of Music, danach bis 1989 an der Temple University in Philadelphia. Hier leitete er auch Uraufführungen von David Diamonds Music for Chamber Orchestra (1976), Vincent Persichettis A Lincoln Address and Night Dances (1977) und Stanislaw Skrowaczewskis Ricercari notturni for three saxophones and orchestra (1978). Ab 1989 unterrichtete er am Chestnut Hill College. Von 2004 bis 2008 war er musikalischer und künstlerischer Leiter des Bach Festival of Philadelphia.
Zu den zahlreichen Musikern, die unter seiner Leitung in Konzerten und Opernaufführungen auftraten, zählen u. a. Isaac Stern, Yehudi Menuhin, Henryk Szeryng, Paul Badura-Skoda, Alfred Brendel, Annie Fischer, Philippe Entremont, Byron Janis, Teresa Stich-Randall, Lisa Della Casa, Hilde Güden, George London und Paul Schöffler. Die Conductors Guild zeichnete ihn 2009 mit dem Award for Lifetime Service aus.